# مايكل تشافيز
مايكل تشافيز هو مخرج وسيناريست أمريكي، عُرِف لإخراجه فيلم لعنة لا يورونا والشعوذة: الشيطان أجبرني على فعل ذلك.

## وصلات خارجية
- مايكل تشافيز على موقع IMDb (الإنجليزية)
- مايكل تشافيز على موقع ألو سيني (الفرنسية)
- مايكل تشافيز على موقع قاعدة بيانات الفيلم (الإنجليزية)